# Alan McInally
Alan Bruce McInally  (Ayr, 1963. február 10. –) skót válogatott labdarúgó.

## Pályafutása

### Klubcsapatban
1980-ban az Ayr United csapatában kezdte a pályafutását, ahol négy évet töltött. 1984 és 1987 között a Celticben játszott, melynek tagjaként egy bajnoki címet szerzett és egy alkalommal megnyerte a skót labdarúgókupát. 1987-től 1989-ig az Aston Villa játékosa volt Angliában. 1989 és 1993 között Németországban szerepelt a Bayern München együttesénél, mellyel 1990-ben német bajnokságot és szuperkupát nyert. Az 1993–94-es szezonban a Kilmarnockban játszott és az idény végén befejezte a pályafutását. 

### A válogatottban
1989 és 1990 között 8 alkalommal szerepelt a skót válogatottban és 3 gólt szerzett. Részt vett az 1990-es világbajnokságon, ahol a Costa Rica elleni csoportmérkőzésen kezdőként lépett pályára. A Svédország és a Brazília elleni mérkőzésen nem kapott lehetőséget.

## Sikerei, díjai
Celtic FC
- Skót bajnok (1): 1985–86
- Skót kupagyőztes (1): 1984–85

Bayern München
- Német bajnok (1): 1989–90
- Német szuperkupagyőztes (1): 1990